# Latresne
Latresne é uma comuna francesa na região administrativa da Nova Aquitânia, no departamento da Gironda. Estende-se por uma área de 10,4 km². Em 2010 a comuna tinha 3 659 habitantes (densidade: 351,8 hab./km²).